# کت‌اوی‌فالو
کِت‌اوی‌فالو (به مجاری:  Kétújfalu) یک منطقهٔ مسکونی در مجارستان است که در ناحیه سیگت‌وار واقع شده‌است.